# Vauchelles-lès-Domart
Vauchelles-lès-Domart település Franciaországban, Somme megyében. Lakosainak száma 121 fő (2022. január 1.). Vauchelles-lès-Domart Brucamps, Mouflers, Ville-le-Marclet és Villers-sous-Ailly községekkel határos.

## Népesség
A település népessége az elmúlt években az alábbi módon változott:
| Lakosok száma | 114  | 119  | 122  | 125  | 126  | 127  | 125  | 123  | 121  |
|               | 2013 | 2015 | 2016 | 2017 | 2018 | 2019 | 2020 | 2021 | 2022 |